# Kiki Schippers
Kiki Schippers (Nijmegen, 2 februari 1988) is een Nederlands cabaretière. Zij volgde de vooropleiding van het Utrechts Centrum voor de Kunsten en een jaar aan de Toneelacademie Maastricht en wijsbegeerte aan de Vrije Universiteit Amsterdam. Vervolgens studeerde ze aan de Koningstheateracademie in Den Bosch. In 2014 won ze zowel de publieks- en persoonlijkheidsprijs  van Cameretten. Sinds december 2018 schrijft ze columns in het Algemeen Dagblad.

## Programma's
- 2011 - Springtij (afstudeervoorstelling)
- 2013 - Dagvriend (Leids Cabaret Festival)
- 2014 - Hard hoofd (Cameretten)
- 2015 - Wie kijkt
- 2017 - Kiki met band
- 2019 - WAAR

Vlak voor de première van haar voorstelling WAAR kreeg Schippers in oktober 2018 een zwaar auto-ongeluk waar ze twee gebroken rugwervels en een zware hersenschudding aan overhield. Na een maandenlange revalidatie ging WAAR in april 2019 alsnog in première.

## Discografie
- 2012 - Dagvriend
- 2014 - Hard hoofd
- 2017 - Heel zachtjes

## Prijzen
- 2013 - Publieksprijs Leids Cabaret Festival
- 2014 - Publieks- en persoonlijkheidsprijs  van Cameretten
- 2016 - Nominatie Annie M.G. Schmidtprijs voor het nummer Guus[4]
- 2016 - Annie M.G. Schmidtprijs voor het nummer Er spoelen mensen aan[5]
- 2019 - Nominatie Annie M.G. Schmidtprijs voor het nummer Alles komt goed
- 2020 - Nominatie Annie M.G. Schmidtprijs voor het nummer Dorp
- 2023 - Nominatie Annie M.G. Schmidtprijs voor het nummer Tata[6]